# Michel Devèze (homme politique, 1914-1979)
Pour les articles homonymes, voir Michel Devèze.
Michel Devèze, né le 14 août 1914 à Paris et mort le 18 juin 1979 à Fresnes, est un historien et homme politique français.

## Biographie
Passé par la Sorbonne et l'école française de Rome, il est professeur agrégé d'Histoire et enseigne au Lycée Michelet de Vanves.
Membre du MRP, il est élu conseiller général de Seine-et-Oise, dans le canton de Sèvres, en 1945, puis député à la première assemblée constituante, où il participe à la commission de la constitution.
Réélu en mai 1946, il participe à la rédaction du deuxième projet de constitution.
En novembre, il ne se représente pas aux élections législatives, mais conserve une activité politique, y compris au niveau national, puisqu'il participe, entre 1947 et 1948, au cabinet de Maurice Schumann, alors président du conseil.
Il siège par ailleurs au conseil général jusqu'en 1964, avant de s'éloigner de la vie publique et de se consacrer à sa carrière d'historien.

## Détail des fonctions et des mandats
Mandat parlementaire
- 21 octobre 1945 - 27 novembre 1946 : Député de Seine-et-Oise